# Чумацький шлях (фільм)
«Чумацький шлях» — радянський чорно-білий мелодраматичний художній фільм 1959 року, знятий на Кіностудії ім. О. Довженка.

## Сюжет
Колись, будучи ще студентом Київського педінституту, Гліб (Микола Рибников) познайомився зі студенткою консерваторії Лізою (Алла Ларіонова). Молоді люди полюбили одне одного. Але після служби в армії Гліб поїхав працювати на цілинні землі, а Ліза залишилася в Києві, одружившись із нелюбом. Проходять роки. Гліб вчить дітей у великому радгоспі, а Ліза, випробувавши гірке розчарування в житті, вирішує все почати заново. І ось вона приїжджає до Гліба, якого не переставала любити. Вона мріє відвезти його до Києва, де б їх оточував звичний комфорт. Але Гліб не згоден. Ліза йде з дому Гліба. І раптом до нього доносяться звуки рояля. Це Ліза грає на вкритому пилом роялі радгоспного клубу. Вона не змогла виїхати.

## У ролях
- Алла Ларіонова — Ліза, студентка київської консерваторії
- Микола Рибников — Гліб Іванович, вчитель
- Михайло Жаров — Михайло Силович, голова радгоспу
- Світлана Сімігіна — Ганя Дорошенко
- Сергій Петров — Фома Остапич, шкільний сторож
- Ердні Манджиєв — Улангіонов
- Жанна Дмитренко — Фрося, зоотехнік
- Костянтин Музиченко — Петро, чабан
- Апреліна Іванова — Маша, дружина Улангіонова
- Тамара Карачаєва — Люба
- Володимир Краснов — Мішка Поліщук
- Микола Засєєв-Руденко — Коля, водій голови колгоспу
- Віктор Уральський — залізничник, що ворожить на квітці

## Знімальна група
- Режисер — Ісаак Шмарук
- Сценарист — Віталій Закруткін
- Оператор — Микола Топчій
- Композитор — Герман Жуковський